# 小行星7579
小行星7579（英語：7579）是一颗围绕太阳公转的小行星。1990年10月14日，埃莉諾·赫琳在帕洛马山发现了此天体。
这颗小行星的绝对星等为196.70550等。